# Adolph Diesterweg
Friedrich Adolph Wilhelm Diesterweg (Siegen, 29 ottobre 1790 – Berlino, 7 luglio 1866) è stato un educatore e politico tedesco, che fece una campagna per la secolarizzazione delle scuole.
Si dice che sia stato il precursore della riforma della pedagogia. Diesterweg è considerato come "il maestro dei maestri".

## Biografia

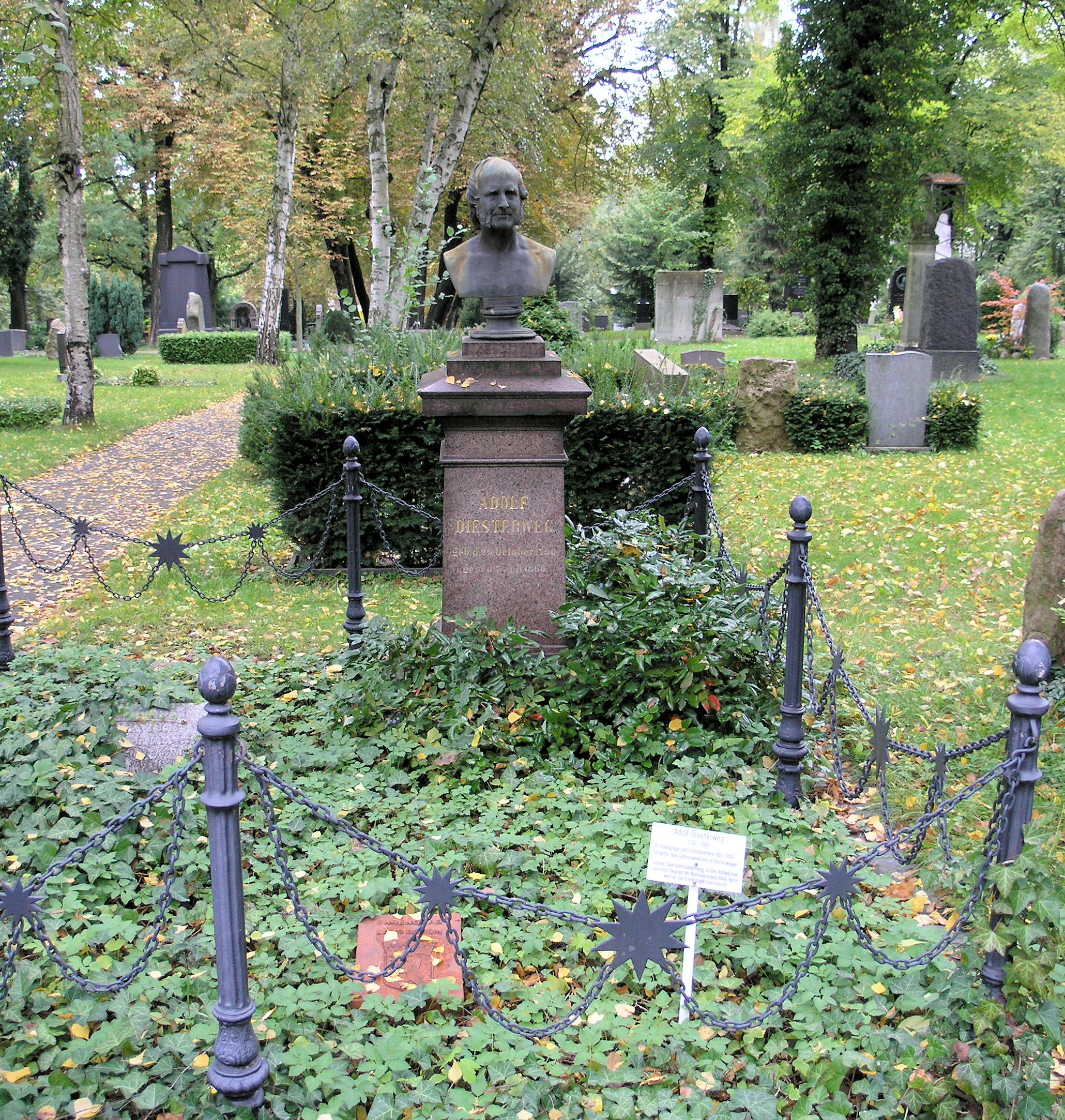
Tomba a Alter St.-Matthäus-Kirchhof, Schöneberg

Formatosi alle università di Herborn e Tubinga dal 1808 al 1811, Diesterweg iniziò a insegnare nel 1811. Insegnò a Mannheim e a Worms per circa due anni, per poi trasferirsi alla scuola modello di Francoforte sul Meno. Successivamente divenne rettore della scuola latina di Elberfeld. Nel 1820 fu nominato direttore del nuovo seminario magistrale di Moers dove mise in pratica i metodi di Pestalozzi. Nel 1832 fu chiamato a Berlino per dirigere il nuovo seminario delle scuole statali della città. Qui si dimostrò un forte sostenitore dell'insegnamento religioso non settario. Nel 1846 fondò l'istituto Pestalozzi a Pankow e le società Pestalozzi per il sostegno delle vedove e degli orfani degli insegnanti. A causa del suo disaccordo con le autorità su importanti fasi dell'istruzione superiore fu in costante attrito e nel 1847 si dimise dal seminario. Nel 1850 ricevette una pensione statale. Da allora in poi ha continuato a sostenere vigorosamente le sue idee educative attraverso il mezzo dei periodici. Nel 1858 fu eletto alla Camera dei deputati come deputato della città di Berlino schierandosi con l'opposizione liberale.

## Filosofia
Diesterweg pensava che la criticità e la responsabilità fossero importanti nell'insegnamento e cercò di riformare gli aspetti sociali, economici e morali dell'istruzione pubblicando l'influente Pädagogisch Wollen und Sollen. Ha basato il suo programma su quelli che sono stati chiamati i "principi fondamentali della lotta per la vita" che ha visto nel conflitto cattolicesimo/protestantesimo. Riteneva che nel conflitto fossero disponibili diverse "opposizioni" (scelte distinte) che potevano essere ridotte a un'unica "autorità o libertà, cattolicesimo o protestantesimo".

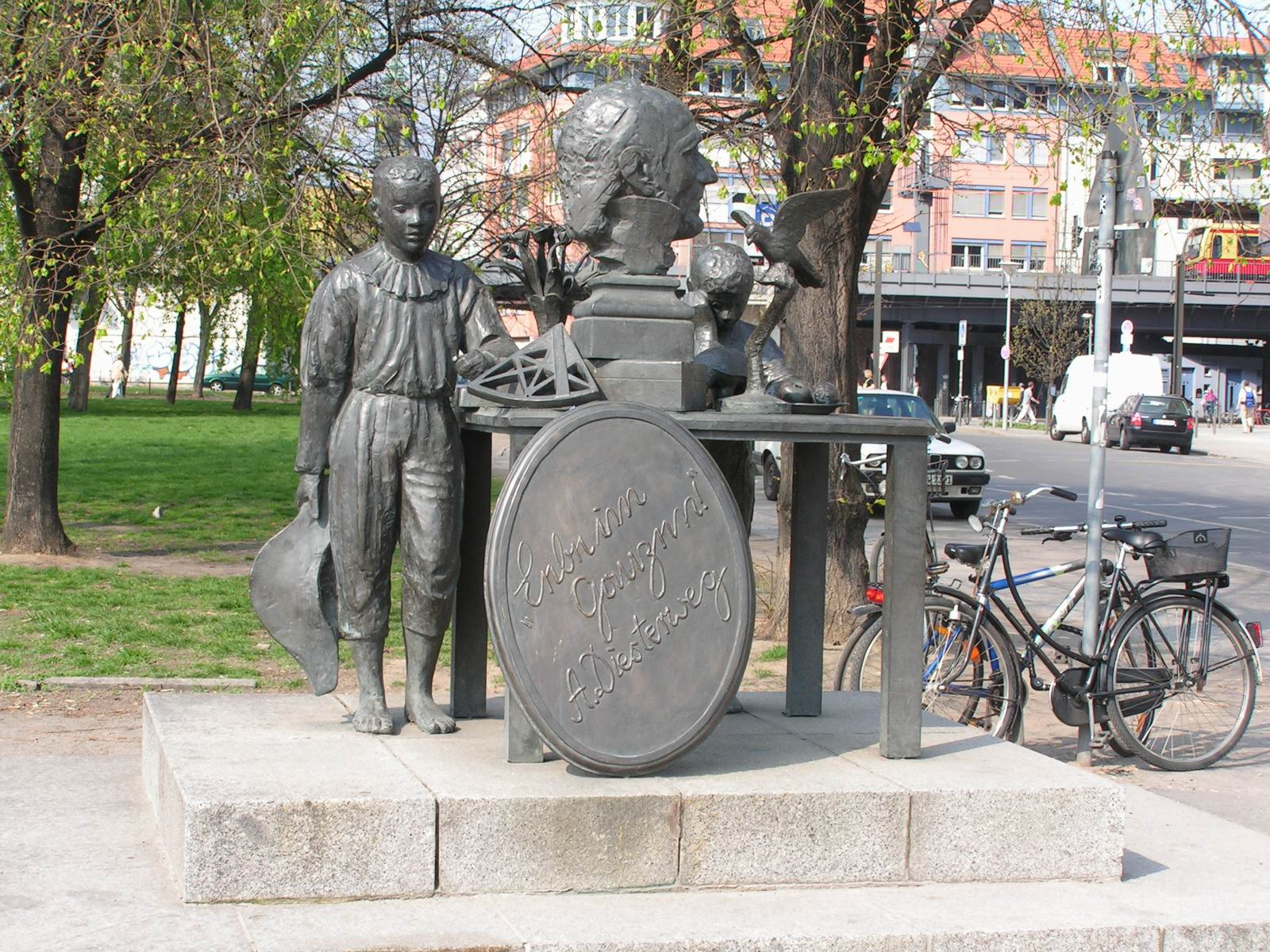
Statua di Diesterweg a Berlino

Nel suo sforzo di riformare la scuola, Diesterweg voleva rimuovere l'influenza politica e religiosa nell'insegnamento stesso e includere invece più un fattore sociale. Credeva nella disponibilità dell'istruzione: "Istruire innanzitutto gli uomini, prima di preoccuparsi della loro formazione professionale o di classe, [perché] il proletario e il contadino devono entrambi essere educati per diventare esseri umani"; credeva anche che attraverso l'istruzione si potessero aiutare i poveri. Voleva la professionalizzazione degli insegnanti statali e si batteva per la relativa autonomia delle scuole; esercitò anche un'influenza sugli insegnanti dell'epoca attraverso il suo giornale Rheinische Blätter.

## Opere
Diesterweg fu un copioso scrittore di argomenti educativi e fu autore di vari libri di testo scolastici. È autore di 50 libri e ha pubblicato circa 400 articoli; gli è stato attribuito il merito di aver originato la frase "imparare a fare facendo". Nel 1851 fondò a Berlino il Pädagogisches Jahrbuch (Annuario della pedagogia). Tra le sue maggiori pubblicazioni ci sono:
- Wegweiser zur Bildung für deutsche Lehrer. ("Guide for the Instruction of German Teachers") 2 vols., 1834; 6th ed., 1 vol., 1890
- Das pädagogische Deutschland. ("German Pedagogy") 1836
- Streitfragen auf dem Gebiete der Pädagogik. ("Controversial Questions in the Field of Pedagogy") 1837
- Leitfaden für den Unterricht in der Formlehre (1845)
- Lehrbuch der mathematischen Geographie (1840; 18th ed., as Populäre Himmelskunde, 1891)
- Unterricht in der Kleinkinderschule (5th ed., 1852)